# 窪田文治郎
窪田 文治郎（くぼた ぶんじろう、1890年（明治23年）- 1975年（昭和50年））は、社寺建築棟梁、宮大工。

## 経歴
1890年（明治23年）、愛媛県（伊予国）久米郡久米村大字鷹子村（現在の愛媛県松山市鷹子町）に生まれる。先祖代々、社寺建築棟梁の家柄であった。
明治末期より父親や、京都の名匠奥谷熊之輔に師事し、多くの設計工法を学んだ。1922年（大正11年）、4年の歳月をかけて四国八十八箇所の49番札所である浄土寺の仁王門を完成。このとき32歳であった。
のち、50番札所である繁多寺の本堂・大師堂・山門、45番札所である岩屋寺の本堂・大師堂・山門、南久米町日尾八幡神社の神門・拝殿、また、道後湯神社の拝殿など、数多くの作品を残した。 1975年（昭和50年）、86歳で逝去。